# Prismopora triangulata
Prismopora triangulata är en mossdjursart som beskrevs av White 1878. Prismopora triangulata ingår i släktet Prismopora och familjen Hexagonellidae. Inga underarter finns listade i Catalogue of Life.